# Hayedeh
Masoumeh Dadebala (Teheran, 10 april 1942 – San Francisco, 20 januari 1990), voornamelijk bekend onder haar pseudoniem Hayedeh (ook Haydeh en Haideh, Perzisch: هایده), was een Perzisch zangeres.
Ze begon haar professionele carrière in 1968. Haar beroemdste liedjes zijn: Azadeh (Vrij), Gole Sang (Stenen bloem), Zendegi (Leven), Shanehayat (Je schouders) en Rouzaye Roshan (Heldere dagen) (Padeshahe Khooban) (goed koningen) .
De meeste werken van Hayedeh zijn gecomponeerd door Ali Tajvidi, Farid Zoland, Anooshirvan Rouhani, Mohammad Heydari en Andranik.

## Emigratie
Sinds de revolutie van 1979, die tot gevolg had dat er een fundamentalistisch religieus regime in Perzië aan de macht kwam, is het voor vrouwen verboden om in het openbaar te zingen. Alle Perzische zangeressen waren gedwongen om hun zangcarrière op te geven. Wanneer zij hiermee niet akkoord gingen, waren zij genoopt om dit in het buitenland te doen. Hayedeh was een van de zangeressen die destijds uit Iran vluchtte.
Hayedeh gaf in 1986 en 1987 twee concerten in de Londense Royal Albert Hall.

## Discografie
- Azadeh (1968)
- Raftam (1969)
- Haghnashenasi (1970)
- Dashtestani (1971)
- Vase Del Bala Shodi (1972)
- Ae Beri Nefrin Mikonam (1973)
- Razi Masho (1974)
- Nowruz (1977)
- Eshareh, met Sattar en Homeyra (1983)
- Shanehayat (1986)
- Sogand (1988)
- Ey Zendegi Salam (1989)

## Documentaire
Twintig jaar na haar overlijden in ballingschap maakte de Perzische pianist en journalist Pejman Akbarzadeh, die momenteel in Nederland woont, ter nagedachtenis aan haar een controversiële documentaire, Hayedeh: legendarische Perzische diva. De documentaire werd voor het eerst vertoond in 2009 in Cultuurcentrum Griffioen, dat verbonden is aan de Vrije Universiteit Amsterdam. De documentaire beleefde zijn Amerikaanse première tijdens het Noor Film Festival in Los Angeles in mei 2009. The Holland Times noemde de film: "great insight into the musical make up of Persia".